# Чемпионат мира по шоссейным велогонкам 2020 — индивидуальная гонка (мужчины)
Индивидуальная гонка с раздельным стартом у мужчин  на чемпионате мира по шоссейному велоспорту 2020 года прошла 25 сентября в итальянской Имоле. Победу одержал итальянский велогонщик Филиппо Ганна, которая стала первой для Италии в данной дисциплине.

## Участники
Страны-участницы определялись на основании рейтинга UCI World Ranking. Максимальное количество гонщиков в команде не могло превышать 2 человек при условии что один из них участвует в групповой гонке. Помимо этого вне квоты мог участвовать действующий чемпион мира. Поскольку континентальные чемпионаты не проводились, за исключением европейского, они не давали  дополнительных квот, в отличие от предыдущих лет. Изначально была заявлена 57 участников из 38 стран. Однако представитель Канады Юго Уль не вышел на старт. Таким образом участие приняло 56 участников из 37 стран. 
| Национальные сборные (38)- Австралия - Азербайджан - Беларусь - Бельгия - Канада - Чили - Колумбия - Чехия - Дания - Эритрея - Эстония - Франция - Германия - Великобритания - Греция - Венгрия - Ирландия - Италия - Казахстан - Латвия - Литва - Мексика - Нидерланды - Новая Зеландия - Норвегия - Польша - Португалия - Румыния - Россия - Сербия - Словения - Словакия - Испания - Швеция - Швейцария - Сирия - Украина - США |
| |

## Маршрут
Старт располагался на Автодроме Энцо и Дино Феррари. Далее на трассе, которая шла через Казальфьюманезе, начинался длинный тягун протяжённостью 15 км. В Борго-Тоссиньяно трасса поворачивала в обратную сторону и достигала своей наивысшей точки. Затем начинался спуск протяженностью 11 км через Кординьяно после которого располагалось несколько небольших подъёмов перед въездом на автодором. На самом автодроме предстояло преодолеть 3,5 км под спуск с серией поворотов. Общая протяжённость дистанции составила 31,7 км с перепадом высоты 200 м.

## Ход гонки
На промежуточной отсечки лучший результат показал итальянец Филиппо Ганна, опередив на 20 секунд действующего чемпиона австралийца Роана Денниса и на 35 секунд британца Герайнта Томаса. Швейцарец Штефан Кюнг и бельгиец Ваут ван Арт показали 4-й и 5-й результат, отстав на 41 и 45 секунд соответственно.
Вторую часть дистанции лучше всех проехал Ваут ван Арт. На этом отрезке Штефан Кюнг уступил ему 8 секунд, а Филиппо Ганна 20 секунд. Это позволило бельгийцу и швейцарцу подняться по итогам гонки на подиум, отстав в итоге от победителя Филиппо Ганны на 26 и 29 секунд соответственно. Герайнт Томас и Роан Деннис показали 4-й и 5-й результат.

## Результаты
| \| Генеральная классификация \| Генеральная классификация \| Генеральная классификация \| Генеральная классификация \| Генеральная классификация \| \| Гонщик \| Гонщик \| Команда \| Время \| \| \| ------------------------- \| ------------------------- \| ------------------------- \| ------------------------- \| ------------------------- \| \| 1-й \| Филиппо Ганна \| Италия \| 35' 54 \| \| \| 2-й \| Ваут Ван Арт \| Бельгия \| + 26 \| \| \| 3-й \| Штефан Кюнг \| Швейцария \| + 29 \| \| \| 4-й \| Герайнт Томас \| Великобритания \| + 37 \| \| \| 5-й \| Роан Деннис \| Австралия \| + 39 \| \| \| 6-й \| Каспер Асгрин \| Дания \| + 47 \| \| \| 7-й \| Реми Каванья \| Франция \| + 48 \| \| \| 8-й \| Виктор Кампенартс \| Бельгия \| + 52 \| \| \| 9-й \| Алекс Даусетт \| Великобритания \| + 1' 06 \| \| \| 10-й \| Том Дюмулен \| Нидерланды \| + 1' 14 \| \| \| 11-й \| Нелсон Оливейра \| Португалия \| + 1' 15 \| \| \| 12-й \| Патрик Бевин \| Новая Зеландия \| + 1' 19 \| \| \| 13-й \| Андреас Лекнесунд \| Норвегия \| + 1' 30 \| \| \| 14-й \| Эдоардо Аффини \| Италия \| + 1' 31 \| \| \| 15-й \| Люк Дарбридж \| Австралия \| + 1' 36 \| \| \| 16-й \| Яша Зюттерлин \| Германия \| + 1' 38 \| \| \| 17-й \| Миккель Бьерг \| Дания \| + 1' 47 \| \| \| 18-й \| Даниэль Мартинес \| Колумбия \| + 1' 52 \| \| \| 19-й \| Макс Вальшайд \| Германия \| + 1' 56 \| \| \| 20-й \| Камиль Градек \| Польша \| + 2' 05 \| \| |                   |                |         |
| |                   |                |         |
| Источник: ProCyclingStats |                   |                |         |
| Генеральная классификация |                   |                |         |
| Гонщик | Гонщик            | Команда        | Время   |
| 1-й | Филиппо Ганна     | Италия         | 35' 54  |
| 2-й | Ваут Ван Арт      | Бельгия        | + 26    |
| 3-й | Штефан Кюнг       | Швейцария      | + 29    |
| 4-й | Герайнт Томас     | Великобритания | + 37    |
| 5-й | Роан Деннис       | Австралия      | + 39    |
| 6-й | Каспер Асгрин     | Дания          | + 47    |
| 7-й | Реми Каванья      | Франция        | + 48    |
| 8-й | Виктор Кампенартс | Бельгия        | + 52    |
| 9-й | Алекс Даусетт     | Великобритания | + 1' 06 |
| 10-й | Том Дюмулен       | Нидерланды     | + 1' 14 |
| 11-й | Нелсон Оливейра   | Португалия     | + 1' 15 |
| 12-й | Патрик Бевин      | Новая Зеландия | + 1' 19 |
| 13-й | Андреас Лекнесунд | Норвегия       | + 1' 30 |
| 14-й | Эдоардо Аффини    | Италия         | + 1' 31 |
| 15-й | Люк Дарбридж      | Австралия      | + 1' 36 |
| 16-й | Яша Зюттерлин     | Германия       | + 1' 38 |
| 17-й | Миккель Бьерг     | Дания          | + 1' 47 |
| 18-й | Даниэль Мартинес  | Колумбия       | + 1' 52 |
| 19-й | Макс Вальшайд     | Германия       | + 1' 56 |
| 20-й | Камиль Градек     | Польша         | + 2' 05 |